# Alphabet d'Ascoli
L’alphabet d’Ascoli, aussi appelé alphabet Ascoli-Goidànich, est un système de transcription phonétique, utilisé en dialectologie italienne, mis au point par Graziadio Isaia Ascoli en 1873 pour l’Archivio glottologico italiano. Il a été complété par Pier Gabriele Goidànich dans la même revue en 1910, et par Carlo Battisti (it) et Clemente Merlo (it) dans la revue L’Italia dialettale en 1924.
Il est notamment utilisé, avec quelques modifications, dans l’Atlas linguistique et ethnographique de l'Italie et de la Suisse méridionale de 1928 par Karl Jaberg et Jakob Jud.

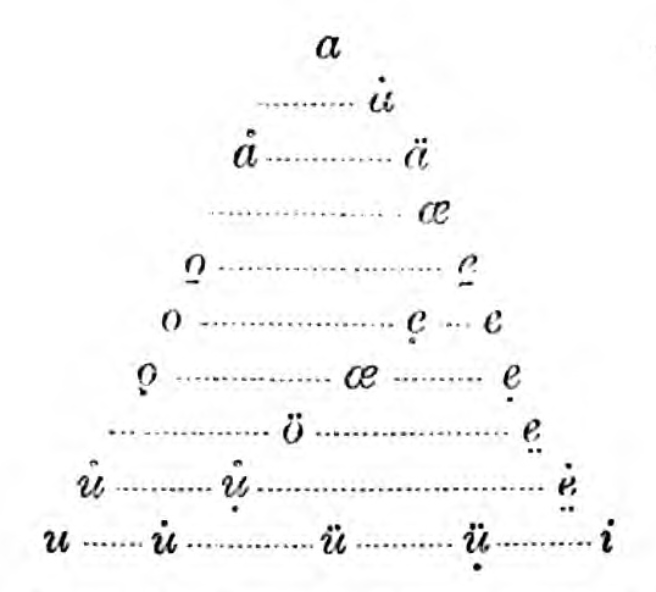
Tableau des voyelles dans Ascoli 1873.

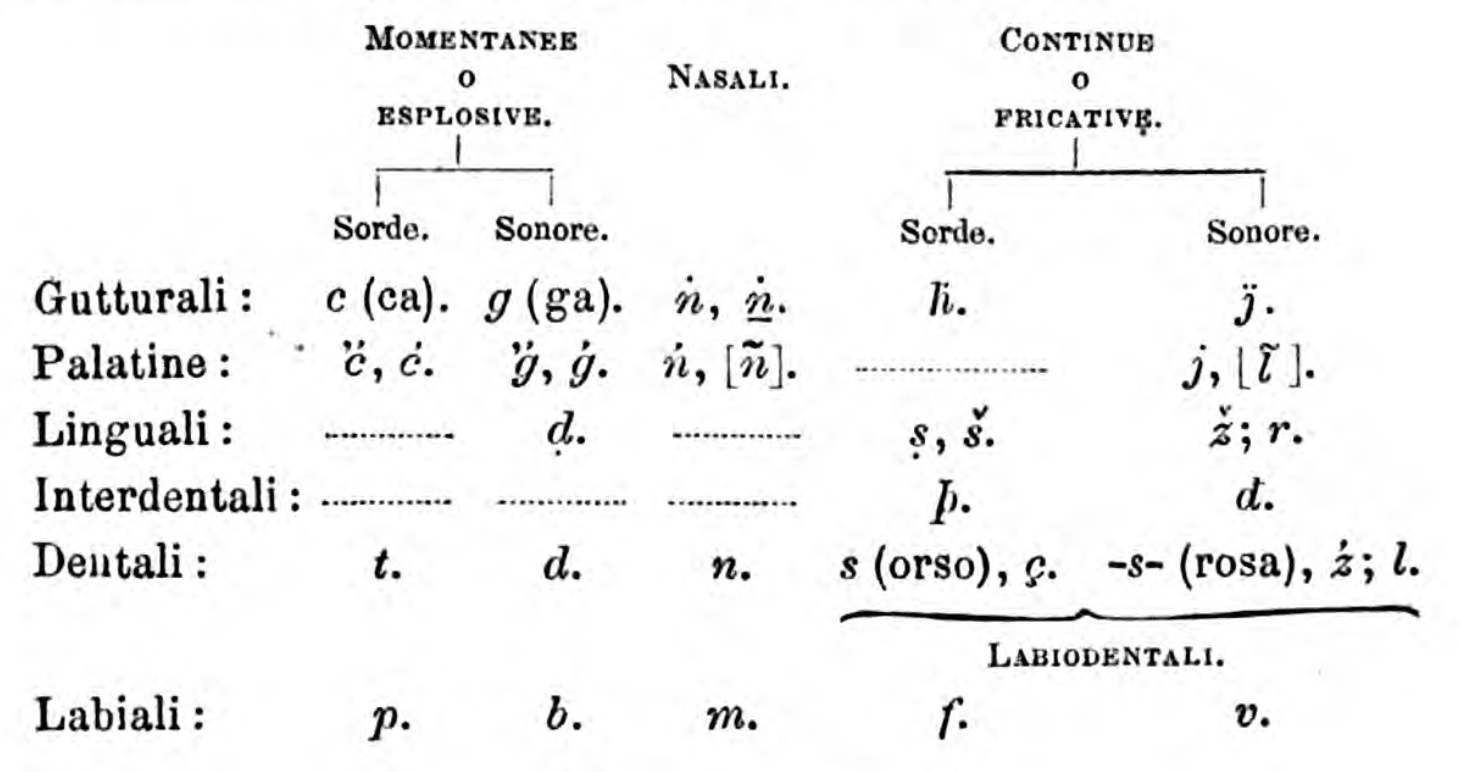
Tableau des consonnes dans Ascoli 1873.